# مالكولم ويلسون (سائق راليات)
مالكولم ويلسون (بالإنجليزية: Malcolm Wilson)‏ مواليد 17 فبراير 1956، هو سائق راليات بريطاني سابق بدأ مسيرته في سنة 1977. كان أول رالي له هو رالي ويلز 1977. شارك في بطولة العالم للراليات. صعد على المنصة مرتان خلال مسيرته.

## فرق مثلها
- شركة فورد
- فوكسهول موتورز

## روابط خارجية
- مالكولم ويلسون على موقع eWRC-results.com (الإنجليزية)